# Llista de gèneres de música electrònica
Aquesta és una llista dels gèneres, subgèneres i estils de música electrònica:
- Ambient
  - Ambient house
  - Ambient techno
  - Dark ambient
  - Drone music
  - Illbient
  - Psybient

- Breakbeat
  - Baltimore Club
  - Breakbeat hardcore
  - R&B Contemporani
  - Big beat
  - Broken beat
  - Florida breaks
  - Jersey Club
  - Nu skool breaks
  - Progressive breaks

- Chiptune
  - Música 8-bit
  - Música Demoscene
  - Picopop
  - Música Game Boy
  - Gamewave

- Disco
  - Cosmic disco
  - Eurodance
  - Euro disco
  - Hi-NRG
  - Italo dance
  - Italo disco
  - Nu-disco

- Post-disco
  - Pop dance
  - Boogie

- Nu rave
  - Hardcore breaks
  - Rave breaks
  - Jungle techno

- Downtempo
  - Acid jazz
  - Ambient
  - Balearic Beat
  - Chill out
  - Dub
  - Etno electrònica
  - IDM
  - Música new-age
  - Nu Jazz
  - Trip-hop

- Drum and bass/Jungle
  - Clownstep
  - Darkcore
  - Darkstep
  - Darktech
  - Drumfunk
  - Drumstep
  - Hardstep
  - Intelligent drum and bass
  - Jump-Up
  - Liquid funk
  - Neurofunk
  - Oldschool jungle
    - Ragga-jungle
    - Darkside jungle

  - Raggacore
  - Sambass
  - Techstep
  - Trancestep
  - Drumcore (a vegades anomenat: Vendettacore)

- Rock electrònic
  - Alternative dance
  - Coldwave
  - Cyber metal
  - Dance-punk
  - Dance-rock
  - Dark Wave
  - Digital hardcore
  - Nintendocore
  - Electroclash
  - Electropunk
  - Ethereal Wave
  - Indietronica
  - Industrial rock
  - Industrial metal
  - New Wave
  - Post-punk
  - Synthpop
  - Post-disco
  - Progressive rock
  - Synthpunk
  - Space rock
  - Grind (music genre)
  - New rave
  - Art rock

- Berlin school
  - Electroacoustic
    - Música concreta

  - Electronic art music
  - Música clàssica contemporània
  - Art sonor

- Electro
  - Crunk
  - Electro backbeat
  - Electro-hop
  - Electro-grime
  - Electroclash
  - Nu Electro
  - Freestyle music
  - Neo-trance
  - Deep-clash
  - Broken-clash

- Electronica
  - Electropop
  - Electronic art music
  - Folktronica
  - IDM
    - Glitch

  - Nu jazz
  - Post-disco
  - Synthpop
  - Synthcore
  - Trip hop

- Eurodance
  - Happy Hardcore
  - Hard dance
  - Italodance
  - Bubblegum dance
  - Eurotrance
  - UK hardcore

- Hardcore/Hard dance
  - Bouncy techno
  - Bouncy house
  - Breakbeat hardcore
  - Breakcore
  - Darkcore
  - Digital hardcore
  - Doomcore
  - Donk
  - Dubstyle
  - Gabber
  - Happy hardcore
  - Hardstyle
  - Jumpstyle
  - Màkina
  - Melbourne bounce
  - Moombahcore
  - Nightcore
  - Noisecore
  - Speedcore
  - Scouse house
  - Terrorcore
  - UK hardcore
  - Dancecore

- Hi-NRG
  - Eurobeat
  - Eurodance
  - Europop
  - Hard NRG
  - Italo Disco
  - New beat

- House
  - Acid house
    - New Beat

  - Chicago house
  - Deep house
  - Disco house
  - Dream house
  - Electro house
  - Euro house
  - Fidget house
  - French house
  - Freestyle house
  - US garage
  - Ghetto house
  - Ghettotech
  - UK Hard house
  - Hard NRG
  - Hi-NRG
  - Hip-house
  - Italo house
  - Kidandali
  - Kwaito
  - Latin house
  - Minimal house/Microhouse
  - Progressive house
  - Scouse house
  - Swing house
  - Tribal house
  - Tech house
  - Eurodance
  - Blog house

- Industrial
  - Aggrotech
  - Ambient industrial
  - Cybergrind
  - Dark ambient
  - Dark electro
  - Death industrial
  - Drag
  - Electronic body music
  - Electro-Industrial
  - Industrial rock
  - Industrial metal
  - Coldwave
  - Noise
    - Japanoise
    - Power noise
    - Power electronics

  - New Beat

- Techno
  - Acid techno
  - Detroit techno
  - Dub Techno
  - Free tekno
  - Minimal
  - Eurodance
  - Nortec
  - Schranz / Hardtechno
  - Tech house
  - Tech trance
  - Techno-DNB
  - Techstep
  - Yorkshire Techno

- Trance
  - Acid trance
  - Classic trance
  - Dream trance
  - Euro-trance
  - Hard trance
  - Hardstyle
  - Progressive trance
  - Psychedelic trance/Goa trance
    - Dark psy
    - Full on
    - Psyprog
    - Psybient
    - Psybreaks
    - Suomisaundi

  - Tech trance
  - Uplifting trance
  - Vocal trance
  - Neo-trance

- (UK) Garage
  - 2-step
  - 4x4
  - Bassline
  - Breakstep
  - Dubstep
  - Funky
  - Grime
  - Speed garage